# Hantverksprogrammet
Hantverksprogrammet är ett nationellt yrkesförberedande program inom den svenska gymnasieskolan. Det finns fem inriktningar: finsnickeri, florist, frisör, textildesign och övriga hantverk (bland andra glasblåsare, guld- eller silversmed, stylist och tapetserare).
Inriktningarna är alltså mycket olika, men har ändå hantverkskunnandet gemensamt, vilket bland annat följande axplock ur examensmålen visar:
Inom alla hantverksyrken är personlig prägel, teknisk skicklighet, kvalitet och design centralt. I utbildningen ska eleverna därför ges möjlighet att öva hantverksyrkets olika moment och tekniker och förstå yrkets karaktär, hantverkstraditioner och utvecklingsmöjligheter. De ska få utveckla sin känsla för färg, form och komposition samt använda de digitala tekniker som förekommer i yrket.
Oavsett om man är anställd eller driver eget företag krävs initiativförmåga, idérikedom, självständighet, personligt ansvarstagande, samarbetsförmåga och egen drivkraft. Därför ska utbildningen ge kunskaper om entreprenörskap och företagande, från grundläggande företagsekonomi och marknadsföring till att skapa och behålla en kundkrets.

## Programgemensamma poäng
Poäng gemensamma för hela programmet.
- Entreprenörskap, 100 poäng
- Hantverk, 200 poäng
- Hantverkskunskap, 100 poäng
- Matematik 1a, 100 poäng
- Svenska 1, 100 poäng
- Engelska 5, 100 poäng
- Historia 1a, 100 poäng
- Samhällskunskap 1a, 100 poäng
- Religionskunskap 1, 50 poäng
- Idrott och hälsa 1, 100 poäng

## Exempel på yrkesutgångar
- Båtbyggare
- Bössmakare
- Florist
- Frisör
- Glasblåsare
- Guldsmed
- Hudvård
- Hår- och makeupstylist
- Inköpsassistent
- Inredningssnickare
- Juvelinfattare
- Kakelugnsmakare
- Keramiker
- Låssmed
- Möbelsnickare
- Sadelmakare
- Silversmed
- Skomakare
- Smed
- Sotare
- Sömmerska
- Tapetserare
- Textil och konfektion
- Timmerman
- Trä- och byggvaruhandel
- Urmakare